# Churches Together in Britain and Ireland
Churches Together in Britain and Ireland (CTBI) ist eine ökumenische Organisation. Zu den Mitgliedern gehören die großen Kirchen in England, Schottland, Wales und Irland. Zuvor war die Organisation bekannt unter Council of Churches of Britain and Ireland.
Die Organisation entstand am 1. September 1990 als Nachfolger der British Council of Churches. Die neue Organisation umfasst entgegen ihrem Vorgänger auch die Katholische Kirche als Vollmitglied und erstreckt sich geographisch weiter auch auf Irland.

## Vollmitglieder der CTBI
- Antiochian Orthodox Deanery of UK and Ireland
- Baptist Union of Great Britain
- Cherubim and Seraphim Council of Churches
- Church in Wales
- Church of England
- Church of God of Prophecy
- Church of Ireland
- Church of Scotland
- Congregational Federation
- Coptic Orthodox Church
- Council of African and Caribbean Churches UK
- Council of Oriental Orthodox Churches
- Evangelische Synode Deutscher Sprache in Großbritannien
- Free Churches Group
- Independent Methodist Churches
- International Ministerial Council of Great Britain
- Joint Council for Anglo-Caribbean Churches
- Lutheran Council of Great Britain
- Methodist Church of Great Britain
- Methodist Church in Ireland
- Moravian Church
- New Testament Assembly
- Oecumenical Patriarchate (Archdiocese of Thyateira and Great Britain)
- Presbyterian Church of Wales
- Catholic Church in England and Wales
- Catholic Church in Scotland
- Religious Society of Friends
- Russian Orthodox Church
- Salvation Army
- Scottish Episcopal Church
- Serbian Orthodox Church
- Union of Welsh Independents
- United Free Church of Scotland
- United Reformed Church
- Wesleyan Holiness Church

sowie assoziierte Mitglieder:
- Catholic Church in Ireland
- Seventh-day Adventist Church